# Trychopeplus appendiculatus
Trychopeplus appendiculatus är en insektsart som först beskrevs av Ludwig Redtenbacher 1908.  Trychopeplus appendiculatus ingår i släktet Trychopeplus och familjen Diapheromeridae. Inga underarter finns listade i Catalogue of Life.